# James Magnussen
James Magnussen (* 11. April 1991 in Port Macquarie, New South Wales) ist ein australischer Schwimmer. 2010 trat er international erstmals als Mitglied der australischen 4-mal-100-Meter-Freistilstaffel in Erscheinung. Ein Jahr später gewann er als erster Australier den Weltmeistertitel über 100 Meter Freistil.

## Biografie

### Ausbildung und erste Erfolge
James Magnussen wurde in Port Macquarie geboren, wo er auch aufwuchs und die Schule, u. a. das St Joseph’s Regional College, besuchte. Er hat einen Bruder. Die Familie seines Vaters, der von Beruf Buchhalter ist, stammte ursprünglich aus Norwegen, wo noch heute entfernte Verwandte leben. Seine Mutter, eine Englisch- und Geschichtslehrerin, war aktive Basketballspielerin. In seiner Jugend tat sich Magnussen neben dem Schwimmen wie sein Vater als Rugby-League-Spieler hervor, ehe er sich nach einer Niederlage mit seinem Team vollständig dem Schwimmsport zuwandte: „[…] weil ich [beim Schwimmen] die komplette Kontrolle über alles habe was geschieht und ich von niemand anderem abhängig bin. Wenn ich auf den Block steige, ist da nur eine Person von Bedeutung und die bin ich. Ich lebe gut und erfolgreich durch das Gefühl der Verantwortung und Kontrolle über die Situation“, so Magnussen im Jahr 2011. Laut dem früheren australischen Nationaltrainer Alan Thompson sei Magnussen schon in jungen Jahren für den Schwimmsport entdeckt worden, gehörte aber nicht zu den besten seiner Altersgruppe. Daher durchlief er das System langsam und verblieb in seiner Heimatstadt. Als 16-Jähriger nahm der zweimalige Jugendmeister an den australischen Ausscheidungskämpfen für die Olympischen Spiele 2008 in Peking teil, konnte sich aber nicht für die Nationalmannschaft qualifizieren. Daraufhin nahm sich Magnussen 2009 eine einjährige Auszeit vom Schwimmsport, um seinen High-School-Abschluss zu machen und reiste nach Norwegen, um seine Familienwurzeln näher kennenzulernen.
Das folgende Jahre stellte den Durchbruch Magnussens auf nationaler Ebene dar. Der Schwimmer übersiedelte allein von seiner Heimatstadt Port Macquarie nach Sydney, wo er in dem früheren Wettkampfschwimmer Brant Best einen neuen Trainer fand und an der Macquarie University Wirtschaft zu studieren begann. Im März 2010 belegte Magnussen nach nur dreimonatigem Training bei den australischen Ausscheidungskämpfen für die Commonwealth Games 2010 in Sydney mit 49,43 Sekunden Platz drei über die 100-Meter-Freistilstrecke, hinter Sieger Eamon Sullivan (48,52 s) und Tommaso D’Orsogna (49,35 s). Obwohl der 18-Jährige vom australischen Cheftrainer Leigh Nugent in seinen Tauchphasen und Wenden kritisiert wurde, wurde er erstmals in das australische Schwimmnationalteam berufen. Wenige Wochen später gewann Magnussen bei den Australian Age Championships in Sydney die 100 m Freistil der 17- und 18-Jährigen in 49,44 Sekunden. Magnussen wurde über das Jahr Mitglied der nationalen Sprint-Trainingsgruppe um Eamon Sullivan, Geoff Huegill und Andrew Lauterstein, die von Grant Stoelwinder trainiert wurde. Auch suchte er mit Brant Best regelmäßig das Australian Institute of Sport auf, um seinen Start und seine Wenden zu verbessern.
Bei den folgenden Pan Pacific Swimming Championships im August im US-amerikanischen Irvine war Magnussen gemeinsam mit Sullivan, Kyle Richardson und Cameron Prosser Mitglied der australischen 4 × 100-m-Freistilstaffel, die in 3:14,30 min hinter den USA um Michael Phelps und Ryan Lochte (3:11,74 min) die Silbermedaille gewann. Bei den Titelkämpfen gelang es dem Australier mit 48,94 s erstmals die 49-Sekunden-Marke zu unterbieten. Welche Professionalität vonnöten war, um in die Weltspitze aufzuschließen, wurde dem Australier nach eigenen Angaben erst dort bewusst, als er auf Menschen traf, denen Magnussens Bedingungen mit Huegill, Sullivan und Lauterstein trainieren zu können, Ehrfurcht einflößte. Einen Monat später zählte Magnussen mit seiner Teilnahme an den Commonwealth Games im indischen Delhi zur neuen Generation australischer Schwimmer um Thomas Fraser-Holmes, Emily Seebohm, Yolane Kukla und Katie Goldman. Der international noch wenig erfahrene „Country boy“ wurde als Schlussschwimmer der 4 × 100-m-Freistilstaffel benannt und bereits im Vorfeld als großes Talent und möglicher Erbe von Eamon Sullivan und Ian Thorpe gehandelt. Die australische Staffel um Magnussen, Sullivan, Kyle Richardson und Tommaso D’Orsogna wurde den hohen Erwartungen gerecht und gewann im neuen Meisterschaftsrekord von 3:13,92 min die Goldmedaille vor den Teams aus England und Südafrika. Bei den Kurzbahnweltmeisterschaften im Dezember in Dubai gelang es Magnussen gemeinsam mit Richardson, D’Orsogna und Matthew Abood den australischen Rekord um zwei Sekunden zu unterbieten. Die Formation belegte aber im Finale der 100-Meter-Freistilstaffel bei einem Sieg Frankreichs in 3:06,18 min nur den fünften Platz.

### Siege bei den Schwimmweltmeisterschaften 2011
2011 wurde aus sportlicher Sicht zu Magnussens bis dahin erfolgreichstem Jahr. Der 19-Jährige verlor einige Kilogramm an Gewicht und begann die 200-Meter-Freistilstrecke in Angriff zu nehmen. Auch fand er in dem 16-jährigen australischen Sprinter Te Haumi Maxwell einen neuen Trainingskollegen. Anfang April gewann Magnussen bei den australischen Meisterschaften erstmals die Goldmedaille über 100 Meter Freistil vor dem gleichaltrigen James Roberts und dem früheren Weltrekordhalter und vierfachen Meister Eamon Sullivan. Mit 48,29 Sekunden stellte er eine Weltjahresbestzeit auf und unterbot seine bisherige persönliche Bestleistung um 0,39 Sekunden. Über die 50-Meter-Freistil erreichte Magnussen das Finale, wo er beim Sieg Matthew Aboods (22,02 s) in 22,52 s den letzten Platz belegte.
Als neuester australischer „Schwimmstar“ und „Sprintkönig“ gefeiert, ging Magnussen in der Öffentlichkeit selbstbewusst und locker mit den angekündigten Comebacks der ehemaligen Weltklasse-Schwimmer Michael Klim und Ian Thorpe um und visierte für die Olympischen Spiele 2012 in London eine Zeit von 47,5 Sekunden über die 100 Meter Freistil an. Aufgrund seiner Körpergröße von 1,95 Metern wird er mit einem jungen Alexander Popow oder Matt Biondi verglichen. Anfang Juli wurde Magnussen seinem Favoritenstatus gerecht und gewann bei den australischen Kurzbahnmeisterschaften die 100- (46,98 s) und 200-Meter-Freistil (1:44,12 min). Obwohl er durch eine Lungenentzündung bei seinen Vorbereitungen auf die Schwimmweltmeisterschaften 2011 in Shanghai behindert wurde, gelang es ihm an frühere Erfolge anzuknüpfen. Als drittschnellster Schwimmer über die 100-Meter-Freistil angereist, gewann er in 3:11,00 min gemeinsam mit Matt Targett, Matthew Abood und Eamon Sullivan die Goldmedaille in der 4-mal-100-Meter-Freistilstaffel vor Frankreich und den USA. Er schwamm dabei mit 47,49 Sekunden (erste Bahn: 23,1, zweite Bahn: 24,39) die schnellste zweite Bahn sowie die schnellste jemals geschwommene Gesamtzeit ohne High-Tech-Schwimmanzug. Diese waren 2010 vom Weltschwimmverband (FINA) verboten worden. Vier Tage nach dem Staffelsieg erreichte Magnussen als großer Favorit auch das Einzelfinale, wo er als jüngster Starter in 47,63 Sekunden vor dem Kanadier Brent Hayden (47,95 s) und dem Franzosen William Meynard (48,00 s) seine zweite Goldmedaille gewann. Magnussen schrieb mit diesem Sieg Sportgeschichte für sein Heimatland – er ist der erste australische Weltmeister über die 100 Meter Freistil, seit Einführung der Schwimmweltmeisterschaften im Jahr 1973. Der letzte australische Sieger auf dieser Strecke bei einer großen Sportveranstaltung war Michael Wenden bei den Olympischen Spielen 1968 in Mexiko-Stadt gewesen. Eine weitere Silbermedaille gewann Magnussen als Schlussschwimmer der australischen 4-mal-100-Meter-Lagenstaffel hinter den USA.
Nach diesem Erfolg wurde Magnussen Anfang Dezember in seiner Heimat zu Australiens Schwimmer des Jahres gewählt. Bei der Wahl zu Australiens Sportler des Jahres unterlag er dem Radrennfahrer Tour-de-France-Sieger Cadel Evans. Bei den Staatsmeisterschaften von Queensland im Dezember startete Magnussen zum ersten Mal in einem Wettbewerb über die 200-Meter-Freistil-Strecke auf der Langbahn, wo er in 1:49,09 min hinter dem Sieger Cameron McEvoy (1:48,06 min) den zweiten Platz belegte. Er plant in Hinblick auf die Schwimmweltmeisterschaften 2013 in Barcelona weiterhin Erfahrung über die doppelte Distanz zu sammeln.

### Olympiasaison 2012
Im Jahr der Olympischen Spiele 2012, die Ende Juli/Anfang August in London stattfinden, konnte Magnussen an seine vorangegangenen Bestzeiten anknüpfen. Bei den South Australian Championships Ende Januar gewann er das 100-Meter-Freistilrennen in der Weltjahresbestzeit von 48,05 Sekunden vor Matthew Abood (49,85 s) und Eamon Sullivan (50,63 s). Die schon früh gesetze Bestmarke, die Magnussen unrasiert und im unausgeruhten Zustand schwamm, überraschte Experten wie den früheren niederländischen Schwimmer Pieter van den Hoogenband. Der zweifache 100-Meter-Freistil-Olympiasieger attestierte Magnussen gleichzeitig einen feineren und natürlicheren Schwimmstil im Vergleich zum kraftvolleren Stil des amtierenden 100-Meter-Freistil-Weltrekordlers César Cielo aus Brasilien. Über 50 Meter Freistil belegte Magnussen mit einer neuen persönlichen Bestzeit von 22,41 Sekunden hinter Matt Targett (21,98 s) und Abood (22,15 s) den dritten Platz.
Nach einem für ihn enttäuschenden 100-Meter-Freistilsieg in nur 49,02 Sekunden bei den Staatsmeisterschaften von New South Wales vor Cameron McEvoy (49,44 s) und Tommaso D’Orsogna (49,46 s) Anfang Februar (seinem 14. Sieg auf dieser Strecke in Folge), ließ Magnussen bei den olympischen Ausscheidungskämpfen in Adelaide im März erneut aufhorchen. Obwohl er im Vorfeld unter einer Infektion des Brustkorbs gelitten hatte, die nur mit Massagen behandelt werden konnte, siegte er über seine Paradestrecke in 47,10 Sekunden vor dem fast gleich jungen James Roberts (47,63 s). Dabei handelte es sich um die viertschnellste Zeit, die je über 100 Meter Freistil geschwommen wurde. Die vor Magnussen liegenden César Cielo (46,91 s), der Franzose Alain Bernard (46,94 s) und sein Landsmann Eamon Sullivan (47,05 s) hatten seinerzeit noch von den leistungsfördernden Ganzkörperanzügen profitiert, die ab 2010 vom Weltschwimmverband FINA verboten worden waren. Während die Comebacks der ehemaligen australischen Weltklasseschwimmer Ian Thorpe und Michael Klim scheiterten, gelang Magnussen zwei Tage später auch der Sieg über die 50-Meter-Freistil in neuer persönlicher Bestleistung von 21,74 Sekunden vor Sullivan (21,92 s) und Matthew Abood (21,94 s). Damit wird er bei den Olympischen Spielen neben den beiden Freistilstrecken auch in der 4 × 100-m-Freistilstaffel an den Start gehen. Als selbsterklärtes Ziel hatte sich Magnussen das Erreichen von drei Olympiamedaillen gesetzt.
In seinem ersten Wettbewerb bei den Olympischen Spielen, als Startschwimmer der 4-mal-100-Meter-Freistilstaffel, verpasste Magnussen jedoch die anvisierte Medaille. Mit für ihn langsamen 48,03 s übergab er als Zweiter hinter dem US-Amerikaner Nathan Adrian. Die australische Staffel in der weiteren Besetzung mit Matt Target, Eamon Sullivan und James Roberts belegte aber in 3:11,63 min mit 1,7 s Rückstand auf Olympiasieger Frankreich nur den vierten Platz. Für Magnussen war es eigenen Angaben zufolge die erste große Enttäuschung auf internationalem Level. Seine Zeit, die langsamer war als die der Teamkollegen Target und Sullivan, führte er auf den schnellen Vorlauf am Morgen zurück, wo er die Strecke noch in 47,3 s zurückgelegt hatte. Australiens Cheftrainer Leigh Nugent führte den Misserfolg auf die zu hohen Erwartungen an die Staffel zurück. Einen Tag später qualifizierte sich Magnussen in einer Zeit von 47,63 Sekunden als Schnellster für das am 1. August stattfindende 100-Meter-Freistil-Finale. Das Finale verlor er, nach der Wende im Führung liegend, aber um eine Hundertstelsekunde gegen Nathan Adrian am Anschlag in 47,53 Sekunden. Mit der abschließenden 4 × 100-m-Lagenstaffel in der Besetzung Hayden Stoeckel, Christian Sprenger, Matt Target und Magnussen als Schlussschwimmer gewann Australien Bronze hinter den siegreichen US-Amerikanern sowie der japanischen Staffel.

### Sonstiges
James Magnussen, auch unter den Spitznamen „Maggie“ oder „The Missile“ (dt.: Die Rakete) bekannt, lebt in Drummoyne, einem Vorort von Sydney. Zu seinen Vorbildern zählt er u. a. den australischen Schwimmer Michael Klim. Neben Brant Best als Trainer erhielt Magnussen Tipps von Gennadi Turetski, dem ehemaligen Trainer von Alexander Popow, der auch Ian Thorpe auf sein Comeback vorbereitete. Öffentlich Kritik in Australien brachte Magnussen 2011 eine Aussage über den Online-Kurznachrichtendienst Twitter ein, wonach Adelaide als Ort für die olympischen Ausscheidungskämpfe 2012 ein „absoluter Witz“ sei und zu gering besucht werden würde. Dafür entschuldigte sich Magnussen später.
Im Februar 2024 kündigte er einen Versuch an, den Weltrekord von César Cielo über 50 m Freistil mit Hilfe von Doping zu unterbieten.
Magnussen schloss u. a. Werbeverträge mit Speedo, Mitsubishi, Samsung und dem Hongkonger Herrenunterwäsche-Label jac5 ab.

## Persönliche Bestzeiten (50-Meter-Bahn)
| Strecke        | Zeit        | Datum             | Ort      |
| -------------- | ----------- | ----------------- | -------- |
| 50 m Freistil  | 21,74 s     | 21. März 2012     | Adelaide |
| 100 m Freistil | 47,10 s     | 19. März 2012     | Adelaide |
| 200 m Freistil | 1:49,09 min | 11. Dezember 2011 | Brisbane |